# Amphibiens d'Australie
Les espèces d'amphibiens originaires d'Australie sont toutes membres du sous-ordre des Neobatrachia qui forme le plus grand des sous-ordres des Anoures. Environ 230 espèces sur les 5 280 espèces du sous-ordre vivent en Australie et 93 % d'entre elles sont endémiques. Comparée à celle d'autres continents, la diversité est faible. Elle est peut-être liée au climat d'un pays constitué pour sa plus grande part de zones semi-arides. À signaler un amphibien importé volontairement et devenu invasif, le crapaud buffle, Rhinella marina.

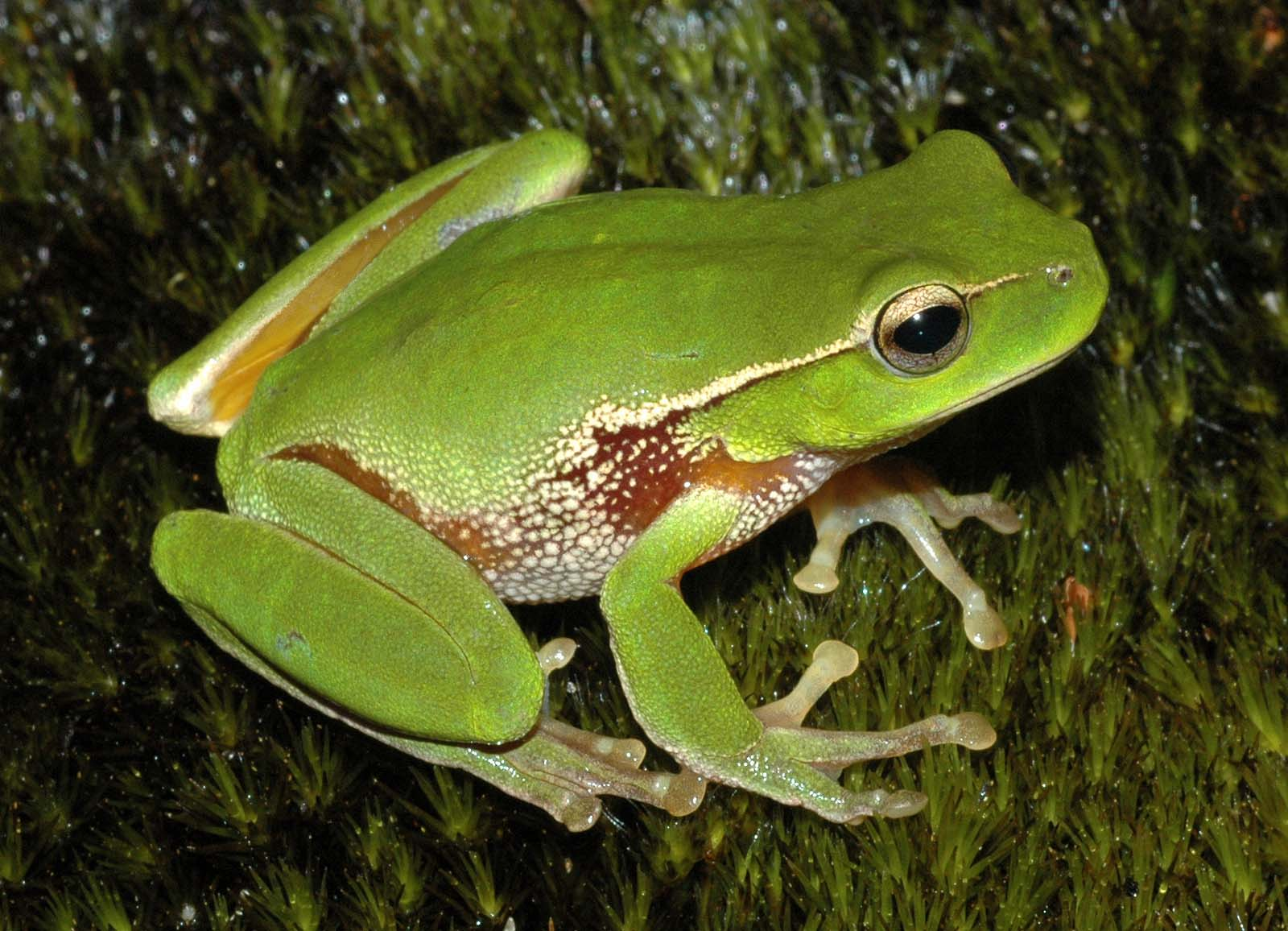
Litoria phyllochroa est une espèce de grenouilles arboricoles courante dans les forêts orientales d'Australie.

## Origine
Le plus ancien fossile d'amphibien australien connu est Vieraella herbstii. L'espèce vivait avant la séparation du supercontinent Pangée en Gondwana et Laurasia il y a 180 Ma. Les fossiles de cette espèce sont datés de 188 à 213 Ma et sont présents sur plusieurs continents actuels, confirmant la théorie de la dérive des continents.
Certaines familles d'espèces sont restées très proches, en dépit de l'éloignement des continents. Ainsi la famille de grenouilles terrestres sud-américaine des Leptodactylidae est relativement proche de celle sud-africaine des Heleophrynidae, et de la famille australienne des Myobatrachidae.
Alors que les données suggèrent que les Hylidae, des grenouilles arboricoles, sont originaires de l'Amérique du Sud, on pense qu'elles ont émigré en Australie via l'Antarctique. Les similitudes des mélanosomes entre les espèces des genres Litoria et Phyllomedusa laissent penser à une origine commune récente alors que les indices immunologiques démontreraient une origine ancienne.
La famille indienne et sychelloise des Sooglossidae est considérée comme proche de la famille australienne des Myobatrachidae. Les Sooglossidae sont plus étroitement proches des Myobatrachidae que des familles africaines ou sud-américaines. Ce qui est logique puisque, l'Inde, Madagascar et les Seychelles se sont séparés du Gondwana il y a approximativement 130 Ma.
Les principales masses continentales constituées par l'île Australie et la Nouvelle-Guinée sont restées, sauf exception, séparées par des mers, rendant la migration des espèces impossible. Cependant, au cours de certaines périodes glaciaires, comme il y a 10 000 ans, la circulation de la faune a été possible entre ces masses. Ceci fut aussi possible avec l'Eurasie, par exemple durant la glaciation de Würm. Ainsi, il est probable que Litoria caerulea ait migré d'Australie en Nouvelle-Guinée du fait de sa large distribution géographique en Australie et très sectorisée en Nouvelle-Guinée. Même chose pour les espèces du genre Nyctimystes et pour les familles des Microhylidae et des Ranidae, qui, très présentes dans l'hémisphère nord, n'occupent que l'extrême nord australien. Deux espèces sur cinquante neuf pour des Microhylidae, et seulement une sur sept cent cinquante des Ranidae sont considérées comme indigènes en Australie. Lorsqu'elles ont pu s'établir, la plupart des niches écologiques étaient occupées par des amphibiens locaux.

## Populations actuelles

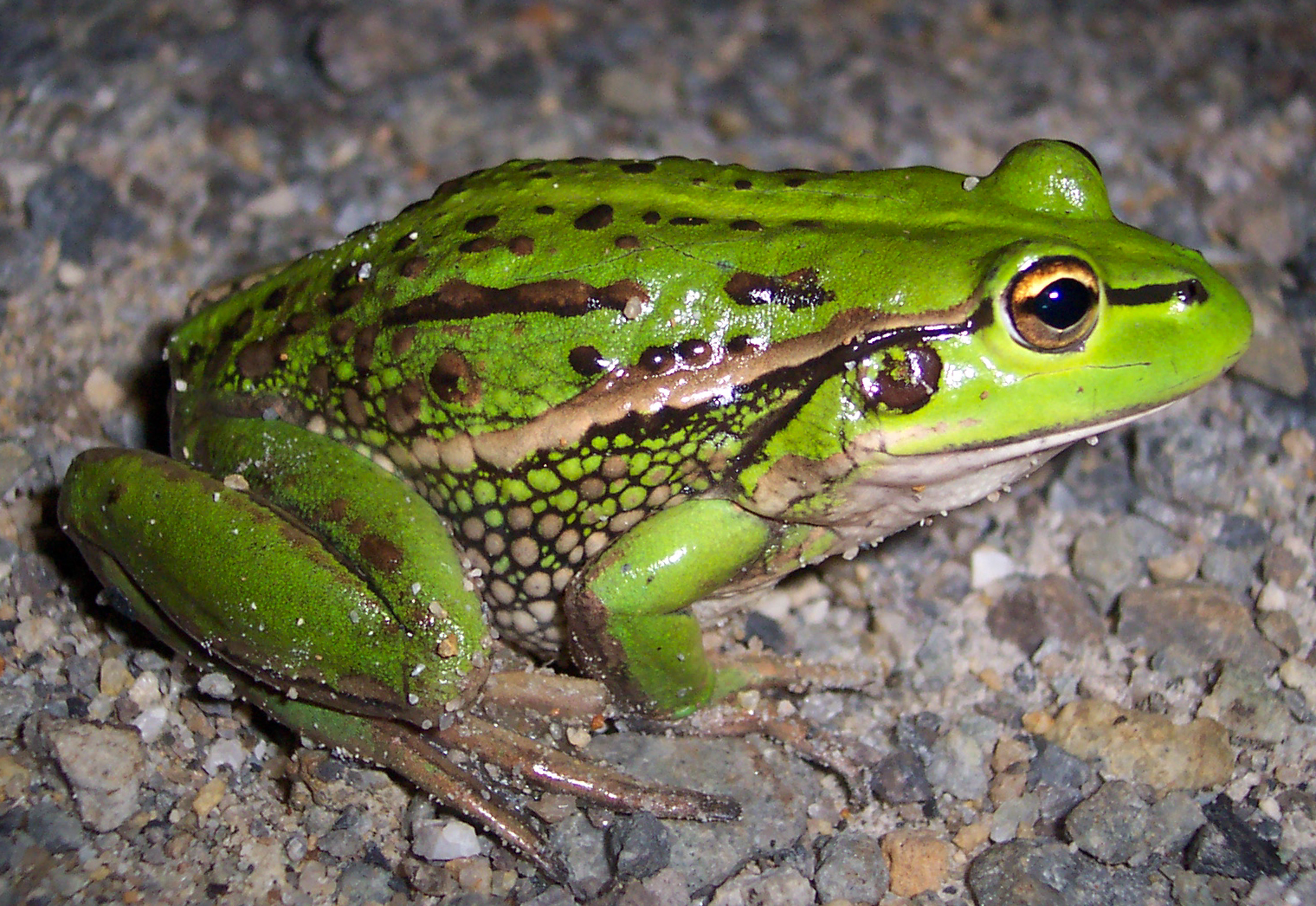
Litoria raniformis est considérée comme en danger, sa population ayant diminué de 50 % en 10 ans.

La population des amphibiens a diminué depuis les années 1980. Trois espèces ont disparu. D'autres sont devenues rares, quatre espèces n'ont pas été trouvées depuis 15 ans et sont sûrement éteintes. Les biotopes ont été modifiés, laissant moins de place aux batraciens comme les feux de brousse ou brûlis causés par l'homme sont considérés comme directement responsables de la disparition de Heleioporus australiacus, une grenouille fouisseuse géante, urbanisation croissante en est une autre illustration. D'autres causes comme l'apparition de la chytridiomycose, une maladie fongique fatale ne font qu'aggraver le problème. Dans certains cas, toutes les espèces d'un même genre ont décliné comme pour le genre Philoria. Cependant, toutes les causes du déclin ne sont pas connues.

### Espèces éteintes

Trois espèces sont reconnues éteintes par l'UICN

| Nom                                                                    | Dernier exemplaire vu |
| ---------------------------------------------------------------------- | --------------------- |
| - Rheobatrachus silus - Rheobatrachus vitellinus - Taudactylus diurnus | 1981 1985 1979        |

### Espèces en danger critique

14 espèces sont en danger critique d'extinction selon l'UICN

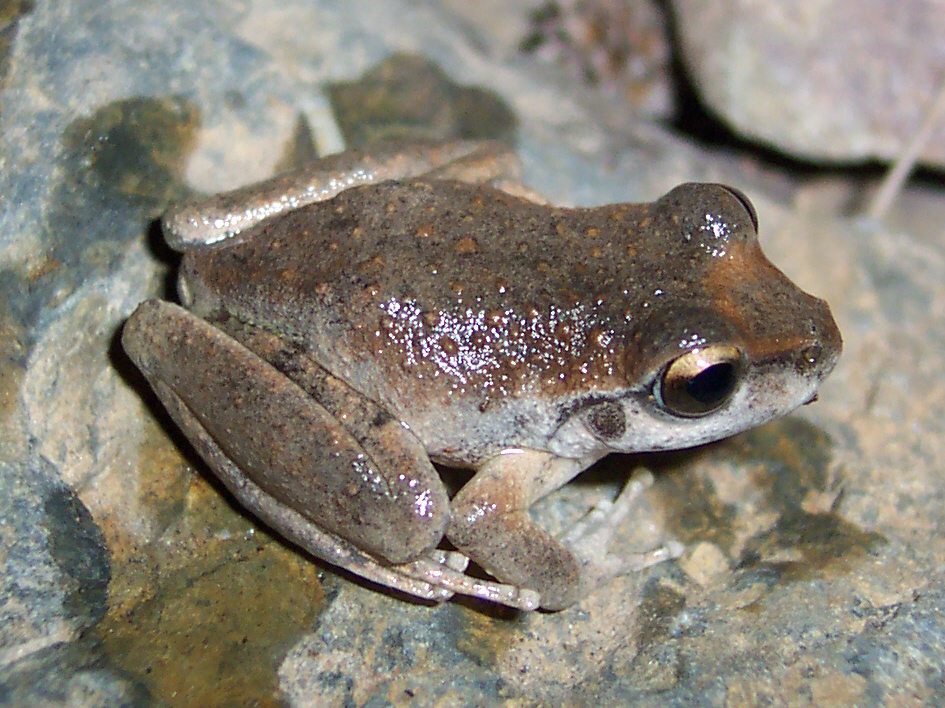
Litoria booroolongensis

| Nom | Dernier exemplaire vu                    |
| --- | ---------------------------------------- |
| - Cophixalus concinnus - Geocrinia alba - Litoria booroolongensis - Litoria spenceri - Philoria frosti - Pseudophryne corroboree - Taudactylus eungellensis - Taudactylus pleione - Taudactylus rheophilus |                                          |
| - Litoria castanea - Litoria lorica - Litoria nyakalensis - Litoria piperata - Taudactylus acutirostris | 1980 1991 1990 1973, peut-être 1992 1994 |

### Espèces en danger

Espèces en danger d'extinction selon l'UICN

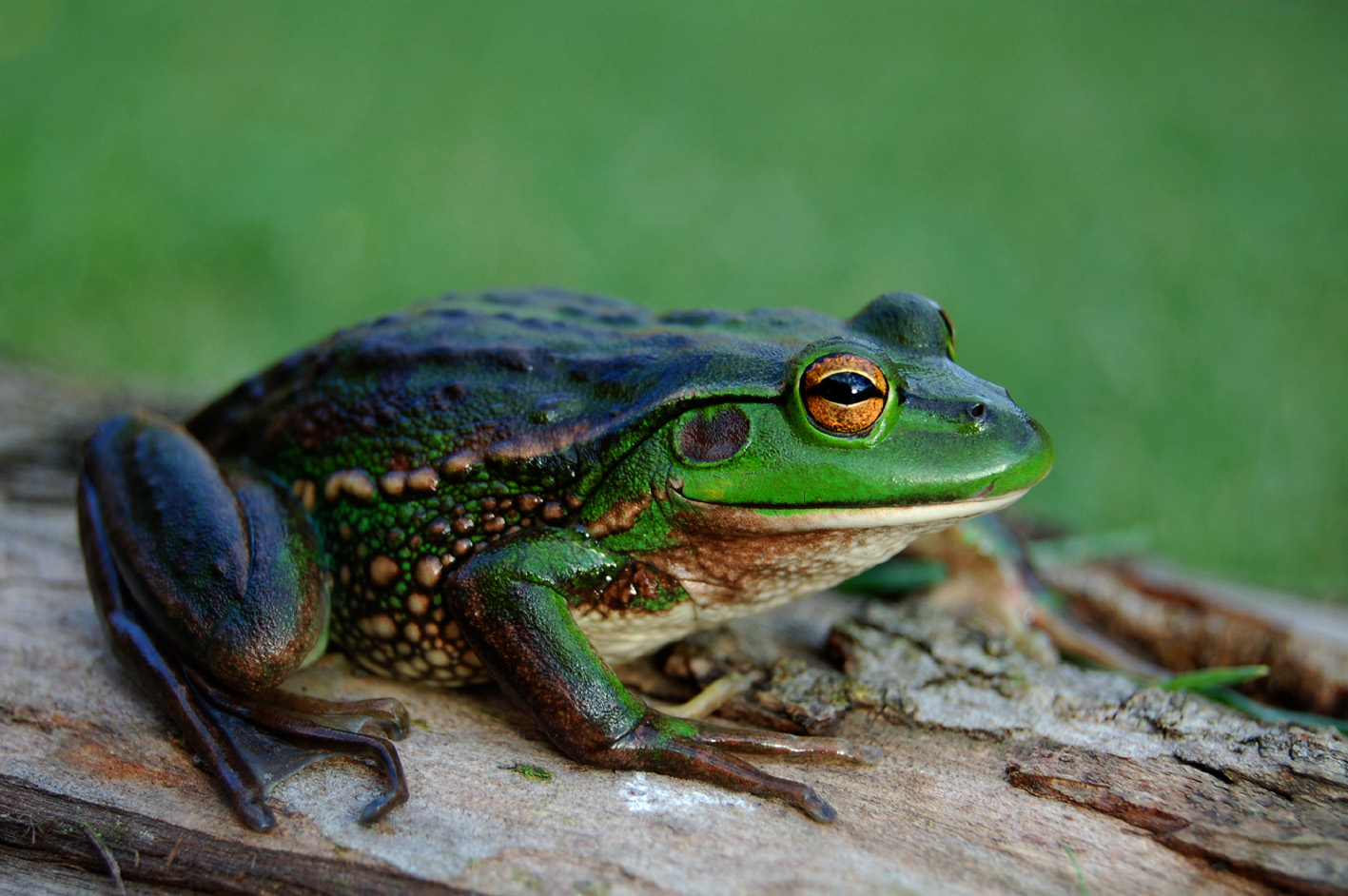
Litoria raniformis

- Cophixalus mcdonaldi
- Cophixalus monticola
- Cophixalus neglectus
- Litoria brevipalmata
- Litoria cooloolensis
- Litoria dayi
- Litoria nannotis
- Litoria raniformis
- Litoria rheocola
- Mixophyes fleayi
- Mixophyes iteratus
- Philoria kundagungan
- Philoria loveridgei
- Philoria pughi
- Philoria richmondensis
- Philoria sphagnicolus
- Pseudophryne covacevichae
- Pseudophryne pengilleyi

## Chorologie
La répartition des espèces de grenouilles dépend directement du climat, la plus grande biodiversité se situant dans les zones tropicale et tempérée humide du pourtour australien. Les différences de pluviométrie et de température dues à l'altitude sont un autre facteur de spéciation. Le nombre peu important de spécimens et d'espèces en Australie s'explique par les conditions qui y règnent dans la plus grande partie. Ainsi, dans la plaine de Nullarbor, les températures en journée peuvent atteindre 48,5 °C alors que la température peut descendre en dessous de zéro la nuit et de plus, les précipitations sont de moins de 200 mm par an. Peu d'espèces sont donc présentes dans ce secteur.

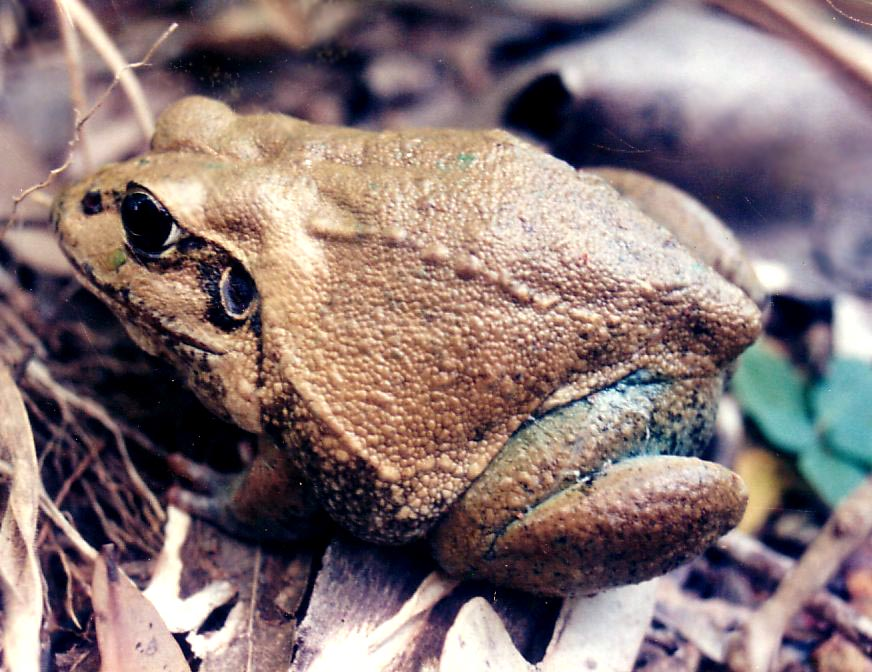
Litoria australis

Beaucoup d'espèces se sont cependant adaptées à des environnements plus secs, choisissant de s'enterrer pour supporter la sécheresse, comme les espèces du genre Cyclorana. Les conditions de pontes, la durée de développement des œufs et des têtards varient selon l'humidité. Les espèces en zone sèche profitent souvent de mares temporaires pour se reproduire et se développer en moins d'un mois. Les têtards des Arenophryne rotunda  sont même capables de se développer complètement dans leurs œufs, enfouis directement dans les dunes de sable. A contrario, des espèces vivant dans des zones très humides comme les espèces du genre Mixophyes mettent plus de 15 mois à se métamorphoser en grenouille.

## Systématique
Les espèces indigènes d'Australie se regroupent en quatre sous-familles à laquelle il fait ajouter celle du crapaud buffle, d'introduction récente, et qui est devenu invasif. Les espèces de grenouilles de la sous-famille des Hylidae sont les plus nombreuses puisqu'on en dénombre plus de 70. Elles ont des comportements fort différents puisque certaines sont strictement arboricoles et d'autres fouisseuses. La seconde famille en nombre d'espèces est la sous-famille des Myobatrachidae qui compte plus de 100 espèces réparties en 20 genres. Les espèces de cette sous-famille se retrouvent dans toute l'écozone australasienne, mais sont principalement présentes en Australie. Les espèces des sous-familles de Microhylidae et de Ranidae, sont peu nombreuses car arrivées plus tard. Elles regroupent respectivement vingt espèces et une espèce, alors qu'elles sont très présentes dans le reste du monde.
| Bufonidae - 1 genre, 1 espèce introduite                                        |                                    |                  |              |
| Genre                                                                           | Exemple d'espèce                   | Exemple de photo | Distribution |
| Rhinella - 1 espèce Linnaeus, 1758                                              | Rhinella marina, le crapaud buffle |                  |              |
| Hylidae - 1 sous-famille, 3 genres, 78 espèces                                  |                                    |                  |              |
| Genre                                                                           | Exemple d'espèces                  | Exemple de photo | Distribution |
| Cyclorana13 espèces Steindachner, 1867                                          | Cyclorana alboguttata              |                  |              |
| Litoria - 64 espèces Tschudi, 1838                                              | Litoria caerulea                   |                  |              |
| Nyctimystes - 1 espèce Stejneger, 1916                                          | Nyctimystes dayi                   |                  |              |
| Microhylidae - 1 sous-famille, 2 genres, 19 espèces                             |                                    |                  |              |
| Genre                                                                           | Exemple d'espèces                  | Exemple de photo | Distribution |
| Austrochaperina - 5 espèces Fry, 1912                                           | Austrochaperina fryi               |                  |              |
| Cophixalus - 14 espèces Boettger, 1892                                          | Cophixalus exiguus                 | -                |              |
| Myobatrachidae - 3 sous-familles, 20 genres, 119 espèces (3 éteintes)           |                                    |                  |              |
| Genre                                                                           | Exemple d'espèces                  | Exemple de photo | Distribution |
| Adelotus - 1 espèce Ogilby, 1907                                                | Adelotus brevis                    |                  |              |
| Arenophryne - 1 espèce Tyler, 1976                                              | Arenophryne rotunda                | -                |              |
| Assa - 1 espèce Tyler, 1972                                                     | Assa darlingtoni                   |                  |              |
| Crinia - 15 espèces Tschudi, 1838                                               | Crinia signifera                   |                  |              |
| Geocrinia - 7 espèces Blake, 1973                                               | Geocrinia laevis                   | -                |              |
| Heleioporus - 6 espèces Gray, 1841                                              | Heleioporus australiacus           |                  |              |
| Lechriodus - 1 espèce Boulenger, 1882                                           | Lechriodus fletcheri               |                  |              |
| Limnodynastes - 13 espèces Fitzinger, 1843                                      | Limnodynastes dumerilii            |                  |              |
| Metacrinia - 1 espèce Parker, 1940                                              | Metacrinia nichollsi               | -                |              |
| Mixophyes - 5 espèces Günther, 1864                                             | Mixophyes schevilli                |                  |              |
| Myobatrachus - 1 espèce Tyler, 1976                                             | Myobatrachus gouldii               | -                |              |
| Neobatrachus - 10 espèces Peters, 1863                                          | Neobatrachus pictus                |                  |              |
| Notaden - 4 espèces Günther, 1873                                               | Notaden bennettii                  |                  |              |
| Paracrinia - 1 espèce Heyer et Liem, 1976                                       | Paracrinia haswelli                |                  |              |
| Philoria - 6 espèces Spencer, 1901                                              | Philoria frosti                    |                  |              |
| Platyplectrum - 2 espèces Steindachner, 1867                                    | Platyplectrum                      |                  |              |
| Pseudophryne - 13 espèces Tyler, 1976                                           | Pseudophryne australis             |                  |              |
| Rheobatrachus - 2 espèces Liem, 1973                                            | Rheobatrachus silus                |                  |              |
| Spicospina - 1 espèce Roberts, Horwitz, Wardell-Johnson, Maxson et Mahony, 1997 | Spicospina flammocaerulea          | -                |              |
| Taudactylus - 6 espèces Straughan et Lee, 1966                                  | Taudactylus eungellensis           |                  |              |
| Uperoleia - 24 espèces Gray, 1841                                               | Uperoleia rugosa                   |                  |              |
| Ranidae - 1 genre, 1 espèce                                                     |                                    |                  |              |
| Genre                                                                           | Exemple d'espèce                   | Exemple de photo | Distribution |
| Rana - 1 espèces Linnaeus, 1758                                                 | Rana daemeli                       | -                |              |

### Sources
- (en) Cet article est partiellement ou en totalité issu de l’article de Wikipédia en anglais intitulé « Amphibians of Australia » (voir la liste des auteurs).
- Barker, J.; Grigg, G.C.; Tyler, M.J. (1995). A Field Guide to Australian Frogs. Surrey Beatty & Sons.